# Зеленков Микита Володимирович
Зеленков Микита Володимирович (рос. Зеленков Никита Владимирович; нар. 4 квітня 1982) — російський палеонтолог, орнітолог. Автор зоологічних таксонів.

## Біографія
Закінчив Кафедру зоології хребетних біологічного факультету Московського державного університету у 2005 році. З 2004 року працює в Палеонтологічному інституті ім. О. О. Борисяка РАН. Спеціалізується на вивченні еволюції сучасних птахів, систематиці і морфології викопних птахів, теорія біологічної систематики та філогенетики.
Член вченої (з 2013) і редакційного рад Палеонтологічного інституту (з 2012). Член редакційної ради «Вісник СПбГУ. Біологія» (з 2016). Науковий редактор «Палеонтологічного журналу» (з 2008). Член наукової ради Російського товариства із збереження і вивченню птахів ім. М. А. Мензбіра (РОСІП), член виконавчого комітету (2012—2016) міжнародного Товариства з вивчення еволюції і палеонтології птахів (SAPE). Член низки міжнародних товариств (в тому числі Товариства палеонтології хребетних, Американської орнітологічної спілки, Північноєвразійської робочої групи з водоплавних птахів, Російського союзу охорони птахів тощо).
У 2015 році отримав премію Христіана Раусінга за найкращу палеонтологічну публікацію. Автор понад 80 наукових публікацій.